# Kalckstein (Adelsgeschlecht)

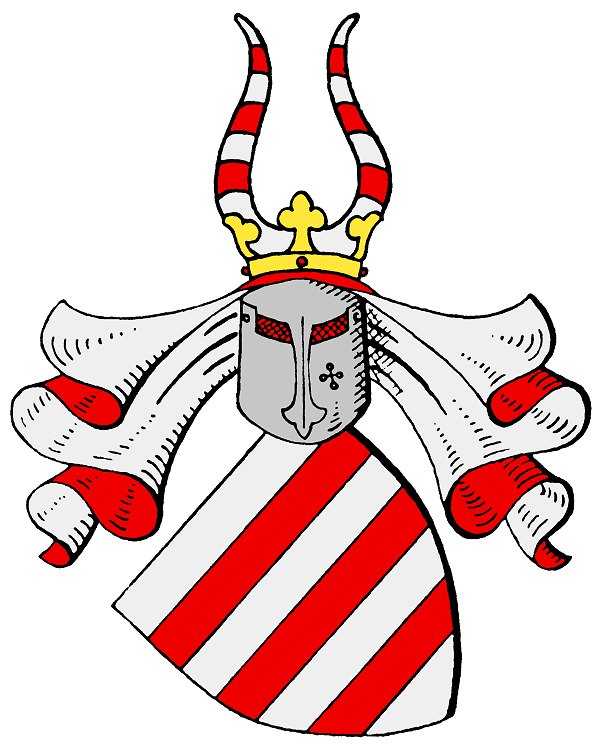
Stammwappen derer von Kalckstein

Kalckstein, auch Kalkstein, ist der Name eines ermländischen Adelsgeschlechts, das in Deutschland und Polen (dort Kalkstein-Stoliński, Kalkstein-Kobyliński und Kalkstein-Osłowski) bis heute fortbesteht.

## Geschichte
Das nach seinem gleichnamigen Stammgut Kalkstein bei Wormditt benannte Geschlecht möglicherweise prussischen Ursprungs gehört dem ermländischen Uradel an. Die Familie wird mit „Kirstanus de Kalksteyn“ als Zeuge erstmals am 1. Juli 1284 in Preußen genannt. Am 20. April 1285 verlieh der Bischof von Ermland, Heinrich I. Flemming, den Brüdern Johannes und Kristianus die Eigentumsrechte an Kalkstein, das bis 1582 in Familienbesitz blieb. Die Stammreihe beginnt im Jahre 1486 mit Christian von Kalckstein, Erbherr auf Wogau.
Die Linien Kobyliński, Osłowski und Stoliński wurden teilweise bereits vor 1400 polonisiert. Im Jahr 1450 erhielt Johannes geb. Kalkstein 11 Włóka Land in Świecie bei Strasburg an der Drewenz zu Magdeburger Recht und Jahr 1459 erhielt Johannes Kalkstein das Privileg zu Groß Lunau bei Stollno im Kulmerland, deren Nachfahren ihrem Namen die Herkunftsbezeichnung Stoliński hinzusetzten. Im 16. Jahrhundert wurde die Familie Kalkstein in Oslowo bei Schwetz urkundlich erwähnt, aus der die Linie Osłowski hervorging. Als 1657 der Herzog in Preußen, der Große Kurfürst, durch den Vertrag von Wehlau das Herzogtum aus polnischer Lehnsherrschaft gelöst hatte und begann, in Brandenburg-Preußen absolutistisch zu regieren, trat ein Mitglied der Familie, Christian Ludwig von Kalckstein, an die Spitze der Opposition gegen den Kurfürsten. Dieser ließ ihn von Warschau, wo Kalckstein um Unterstützung suchte, nach Memel entführen und dort am 8. November 1672 hinrichten. Dennoch stellte die Familie in Preußen der preußischen Armee neben zahlreichen Offizieren mit Christoph Wilhelm von Kalckstein (1682–1759) und Ludwig Karl von Kalckstein (1725–1800) zwei Generalfeldmarschälle und mit Wilhelm Heinrich Adolf von Kalckstein (1735–1811) und Adam Friedrich von Kalckstein (1741–1808) zwei Generäle. Den Orden Pour le Mérite erhielten 1756 Friedrich Wilhelm von Kalckstein und 1794 Leopold Wilhelm von Kalckstein.
Die schlesische Linie muss eine Hebung in den Freiherrenstand erfahren haben, mehrere Glieder werden mit diesem Titel oder als Baron genannt. Anton Freiherr von Kalckstein war 1720 Provinzial des Minoriten Ordens in Böhmen und Schlesien. Joseph Baron von Kalkstein wurde unter den Ritterakademisten aus Liegnitz genannt.
Der 1886 gegründete Geschlechtsverband mit Familienstiftung wurde 1965 als Verband der Familie von Kal(c)kstein e. V. und Familienstiftung erneuert.

## Güterbesitz
Ledebur gibt einen ausführlichen Überblick zu dem vor allem in Ost- und Westpreußen gelegenen umfangreichen gewesenen Besitzungen der Familie. Im 17. Jahrhundert kam kurzzeitig Oegeln im Landkreis Guben, sowie Blankenau und Schalkau bei Breslau, im 18. Jahrhundert auch einige Güter im Großherzogtum Posen, schließlich um 1800 das Haus Severinghausen bei Ahlen in Westfalen hinzu.

## Wappen
Das Stammwappen zeigt in Silber drei rote Balken. Auf dem Helm mit rot-silbernen Decken zwei wie der Schild bezeichnete Büffelhörner.
Die Kalkstein-Kobyliński führten den Helmschmuck des Wappens von Korczak.

## Angehörige
I. Linie:
- Albrecht von Kalckstein (1592–1667), kaiserlich und kurfürstlich sächsischer Generalleutnant, Landmarschall in Preußen
  - Christian Ludwig von Kalckstein (1630–1672), preußischer Oberst und Hauptmann von Oletzko, später zum Hochverräter erklärt und hingerichtet

I. Linie, 1. Ast:
- Friedrich (Heinrich Konstantin) von Kalckstein (1853–1923), deutscher Generalmajor

I. Linie, 3. Ast:
- Walter von Kalckstein (1840–1903), deutscher Generalmajor

I. Linie, 4. Ast:
- Willibald von Kalckstein (1812–1894), Landrat und Mitglied des Deutschen Reichstags
  - Georg von Kalckstein (1849–1925), preußischer Generalleutnant

II. Linie, 1. Ast:
- Adam Friedrich von Kalckstein (1741–1808), preußischer Generalmajor

II. Linie, 4. Ast:
- Ulrich von Kalckstein (1847–1916), Mitglied des preußischen Herrenhauses

Weitere:
- Christoph Wilhelm von Kalckstein (1682–1759), preußischer Generalfeldmarschall
  - Ludwig Karl von Kalckstein (1725–1800), preußischer Generalfeldmarschall
- Anton von Kalkstein (1839–1918), Mitglied des Deutschen Reichstags
- Michael von Kalkstein (1830–1911), Mitglied des Deutschen Reichstags

Linie Kalkstein Stoliński
- Melchior Kalkstein Stoliński († 1673), 1648 Mitglied des Sejm, Richter in Schlochau
- Antoni Kalkstein Stoliński († um 1765), 1730 Mitglied des Sejm
- Melchior Kalkstein Stoliński († 1762), königlicher Kammerherr, 1730 Mitglied des Sejm

Linie Kalkstein Osłowski
- Andrzej Kalkstein Osłowski, 1686–1688 „Stadtschreiber“ und Laienrichter im Preußen Königlichen Anteils